# Giancarlo Raimondi
Giancarlo Raimondi (* 28. November 1972 in Mailand, Italien) ist ein ehemaliger italienischer Radrennfahrer.
Raimondi war ein beständiger Fahrer, der sich im Mittelfeld platzierte, aber auch einige vordere Plätze erreichte. Er war Profi von 1997 bis 2001. Bei der Vuelta a España 1998 war Raimondi Sprintbester. Er nahm viermal an der Vuelta teil. 1998 startete er beim Giro d’Italia. Seit 2011 ist er Sportlicher Leiter der italienischen Radsportmannschaft WIT.

## Teams
- 1997–1998 Brescialat (Italien)
- 1999–2001 Liquigas (Italien)